# نوزاد (هلمند)
نوزاد، شهری کوچکی در مرکز ولسوالی نوزاد، ولایت هلمند، افغانستان است.